# Crooksville
Crooksville és una població dels Estats Units a l'estat d'Ohio. Segons el cens del 2000 tenia 2.483 habitants.

## Demografia
Segons el cens del 2000, Crooksville tenia 2.483 habitants, 968 habitatges, i 664 famílies. La densitat de població era de 626,6 habitants per km².
Dels 968 habitatges en un 35,8% hi vivien nens de menys de 18 anys, en un 51,4% hi vivien parelles casades, en un 12,4% dones solteres, i en un 31,4% no eren unitats familiars. En el 27,2% dels habitatges hi vivien persones soles el 15,9% de les quals corresponia a persones de 65 anys o més que vivien soles. El nombre mitjà de persones vivint en cada habitatge era de 2,57 i el nombre mitjà de persones que vivien en cada família era de 3,07.
Per edats la població es repartia de la següent manera: un 28,5% tenia menys de 18 anys, un 9,2% entre 18 i 24, un 29,2% entre 25 i 44, un 19,2% de 45 a 60 i un 13,9% 65 anys o més.
L'edat mediana era de 33 anys. Per cada 100 dones de 18 o més anys hi havia 84,1 homes.
La renda mediana per habitatge era de 26.838 $ i la renda mediana per família de 34.615 $. Els homes tenien una renda mediana de 27.115 $ mentre que les dones 20.179 $. La renda per capita de la població era de 14.995 $. Aproximadament el 9,4% de les famílies i el 13,6% de la població estaven per davall del llindar de pobresa.

## Poblacions més properes
El següent diagrama mostra les poblacions més properes.